# Larry Nelson
Larry Nelson (Lars Flænø Nielsen, 1958 - 2022) var en dansk komponist, tekstforfatter, sanger og musiker. Han startede sin musikalske karriere i 1974 i sin hjemby Hvidovre, og spillede de tidlige år i grupperne Van Denner og Wireless sammen med blandt andet Michael Denner, Flemming Muus, Kim Hagemann, Robert Stang og Jan Pemann.
Pseudonymet Larry Nelson opstod, da Lars Flænø Nielsen i 1982 indledte sin solokarriere med singlen ”True love/Too much ground”, der blev udgivet i det meste af Europa, præsenteret på Cannes festival og endte som nummer 6 på de engelske airplay lister.[kilde mangler]

## Biografi
Larry Nelson arbejdede siden 1978 som musiklærer i Danalund Ungdomshus i Hvidovre og var der med til at lave utallige musicals og singler, LP’er, CD’er og film med de unge i klubben, bl.a i samarbejde med WWF og Dansk Røde Kors.
Gennem sin lange musikalske karriere fik Larry Nelson mange kontakter i musikbranchen, hvilket gav sig til kende, da han i 2004 efter en længere pause udgav debutalbummet “From now to then” med etablerede musikere fra England, USA og Danmark samt Ole Kibsgaard som producer.
Albummet blev godt modtaget, og især singlerne “The dream is over” og “Crazy for you” blev de næste par år flittigt spillet på FM- og internet radiostationer i bl.a. Danmark, USA, Frankrig og Italien.[kilde mangler]
I 2007 komponerede og indspillede Larry Nelson og Ole Kibsgaard musikken til den danske spillefilm Pistoleros instrueret af Shaky Gonzalez. Filmen blev præsenteret i Cannes, Berlin og på flere amerikanske filmfestivaler, hvor den bl.a modtog prisen 'Best Foreign Language Movie Award'. Filmen udkom på DVD i 2008, og er blevet vist på diverse TV stationer rundt omkring i verden.[kilde mangler]
Larry Nelson blev i 2009 tildelt Hvidovre Kulturråds Kulturpris.
I 2014 udkom Larry Nelsons andet soloalbum “Flowermoon”, igen med musikere fra England, USA og Danmark samt Ole Kibsgaard som producer. Herfra er singlerne “Talk to me”, “Summer of love” og “Balloons and Parachutes” udkommet.

## Musikere
From now to then 2004: Larry Nelson – Vokal, guitar, slide guitar, trommer, ukulele. Dave Mattacks – Trommer, percussion.
Prairie Prince – Trommer. Ole Kibsgaard – Keyboard, guitar, producer. Flemming Muus – Bas. Gary M. Cambra – Guitar.
Kris Delmhorst – Vokal. Kim Hagemann – Trommer. Bo Bistrup – Guitar. Søren Nørregaard – Guitar, mundharmonika.
Peter Kibsgaard – Percussion. Christina Groth – Vokal.
Pistoleros 2008: Larry Nelson og Ole Kibsgaard komponister samt spiller alle instrumenter.
Flowermoon 2014: Larry Nelson – Vokal, guitar, slide guitar. Dave Mattacks – Trommer, percussion. Prairie Prince – Trommer. Ole Kibsgaard – Keyboards, guitar, producer. Flemming Muus – Bas. Chris Rainbow – Vokal. Amy Fairchild – Vokal. Peter Michael – Keyboard. Peter Kibsgaard – Percussion.

## Udgivelser
Larry Nelson
- True love/Too much ground (Single 1982)

Danalund Ungdomshus
- Gi os en chance (Album 1982, Danalund Ungdomshus)
- Hvornår er det jul (Single 1982, Danalund Ungdomshus)
- Weekend (Single 1983, Danalund Ungdomshus)
- Vi vil ha fred (Single 1984, Danalund Ungdomshus)

Larry Nelson & Ole Kibsgaard
- Isabell (Single 1986, Som gruppen Avenue)

Danalund Ungdomshus
- Mon vi bliver genoptrykt (Album 1988, Danalund Ungdomshus)
- Yanomami (Album 1990, Danalund Ungdomshus)
- Yanomami (Kortfilm 1991, Danalund Ungdomshus, vist i DR)
- Skygger over Europa (Album 1993, Danalund Ungdomshus)
- De fremmede (Kortfilm 1993, Danalund Ungdomshus, vist i DR)
- H.I.F. Simpelthen de bedste (Single 1996, Danalund Ungdomshus)
- A tribute to ABBA (Album 1998, Danalund Ungdomshus)

Larry Nelson
- The dream is over (Single 2004)
- Crazy for you (Single 2004)
- From now to then (Album 2004)
- Pistoleros (Soundtrack til spillefilm, udkommer på DVD i 2008)
- Talk to me (Single 2008)
- Summer of love (Single 2009)
- Balloons and Parachutes (Single 2010)
- Flowermoon (Album 2014)